# Bathysphaera intacta
 Bathysphaera intacta  nannte der Ichthyologe William Beebe eine Tiefseefischart, die er im Jahr 1932 aus seiner Tiefseekugel (Bathysphere) in einer Tiefe von 2100 Fuß (640 Meter) im nördlichen Atlantik bei den Bermudas beobachtet haben will. Seit diesen Sichtungen sind die Tiere nie wieder gesehen worden. Beebe lieferte zwar eine Erstbeschreibung, ein Typusexemplar gibt es aber nicht und die Existenz des Tieres wird angezweifelt. 
Der Fisch soll sechs Fuß lang gewesen sein und an der Seite eine Reihe blau leuchtender Leuchtorgane gehabt haben. Außerdem soll er zwei Tentakel haben, jedes endete in zwei Leuchtorganen, von denen eines blau, das andere rot geleuchtet haben soll.

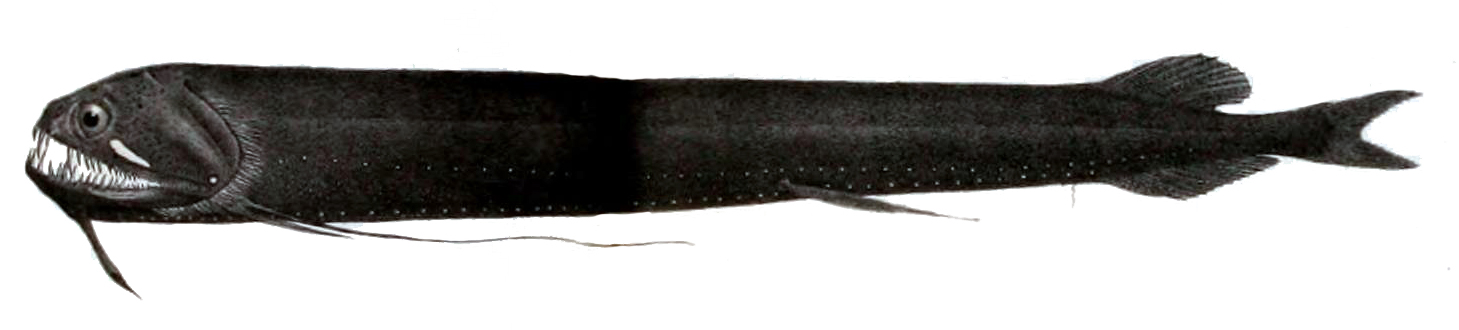
Echiostoma barbatum

Beebe ordnete die Art der Unterfamilie Melanostomiinae innerhalb der Barten-Drachenfische (Stomiidae) zu. Mit einer Länge von sechs Fuß (etwa 1,8 Meter) wäre der Fisch die größte Art der Melanostomiinae und fünfmal so lang wie Echiostoma barbatum, der eine Länge von 36 cm erreichen kann und die längste durch Typusexemplare belegte Art ist.